# Bâtard (пісня)
«Bâtard» (англ. «Bastard», укр. «Бастард») — пісня бельгійського виконавця Stromae з його другого альбому Racine carrée.

## Позиції у чартах
| Чарт (2013–14)                    | Пікова позиція |
| --------------------------------- | -------------- |
| Бельгія (Ultratop Wallonia)       | 37             |
| Belgium Dance (Ultratop Wallonia) | 28             |
| Франція (SNEP)                    | 52             |